# Oöspore

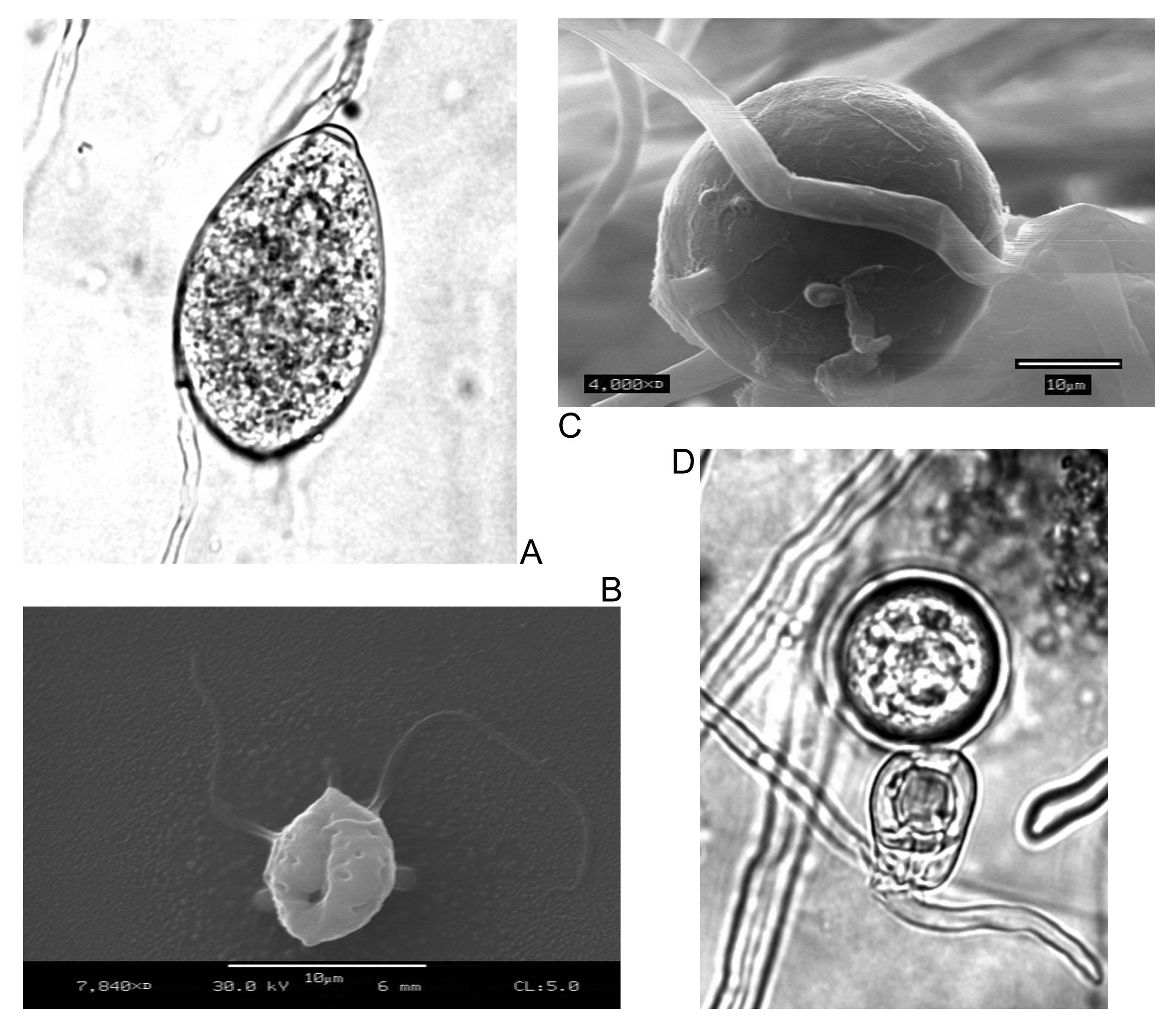
Phytophthora voortplantingsorganen: A: Sporangium. B: Zoöspore. C: Chlamydospore. D: Oöspore.

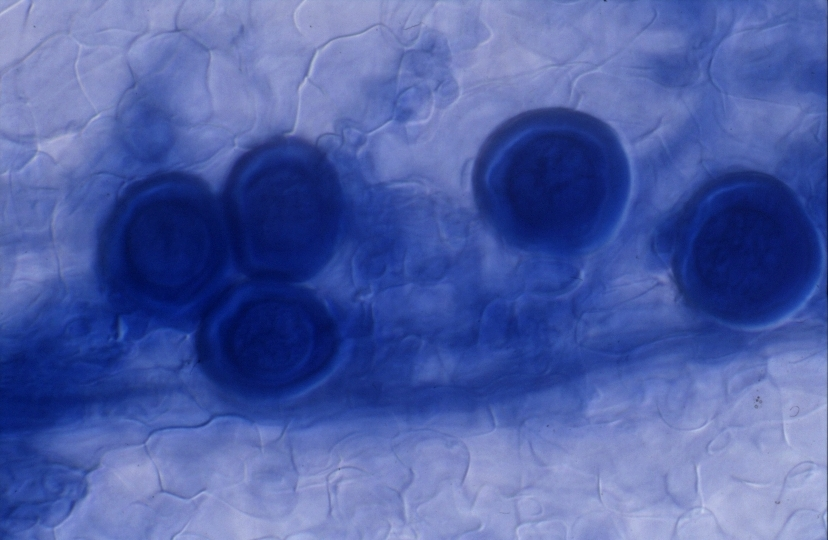
Oösporen van Hyaloperonospora parasitica.

Een oöspore is een geslachtelijke spore van Oomycota (waterschimmels), schimmels en algen. Het woord is afkomstig van het Griekse oon = ei en  spora = zaad. De spore ontstaat uit de bevruchting van een oögonium met een antheridium. Deze eicel wordt binnen een gametangium door een  spermatozoïde bevrucht.
Oösporen zijn weinig gevoelig voor uitwendige omstandigheden. Ze kunnen tegen grote temperatuurschommelingen en uitdroging en zijn zelfs na vele jaren nog kiemkrachtig. 
De oösporen van algen zinken naar de bodem of worden met de stroom meegevoerd.